# رژ گونه (رنگ)
رژ گونه یک تن روشن متوسط از صورتی است.
نخستین استفاده کتبی از رژ گونه به عنوان یک نام رنگ در انگلیسی در ۱۵۹۰ بود.
رژ گونه رنگی نمایشی برای تئاتر زنده است زیرا رنگی است که اغلب برای آرایش تئاتر استفاده می‌شود.

## نمودار مقایسه تن رنگ رژ گونه
| نام                    | رنگ | کد HEX  | سرخ | سبز | آبی | ته‌رنگ    | اشباع | نور | منبع                                   |
| ---------------------- | --- | ------- | --- | --- | --- | -------- | ----- | --- | -------------------------------------- |
| رژگونه اسطوخودوسی روشن |     | #FFF9FB | ۲۵۵ | ۲۴۵ | ۲۵۱ | ۳۴۰ درجه | ۱۰۰٪  | ۹۹٪ | فهرست رنگ Xona.com (رژگونه اسطوخودوسی) |
| رژگونه اسطوخودوسی      |     | #FFF0F5 | ۲۵۵ | ۲۴۰ | ۲۴۵ | ۳۴۰ درجه | ۱۰۰٪  | ۹۷٪ | رنگ وب                                 |
| رژگونه کم‌رنگ           |     | #F4BBCF | ۲۴۴ | ۱۸۷ | ۲۰۷ | ۳۳۹ درجه | ۷۲٪   | ۸۵٪ | فهرست رنگ Xona.com (رژگونه روشن پررنگ) |
| بنفش سرخ کم‌رنگ روشن    |     | #F0B7CD | ۲۴۰ | ۱۸۳ | ۲۰۵ | ۳۳۷ درجه | ۶۶٪   | ۸۳٪ | فهرست رنگ Xona.com "بنفش سرخ کم‌رنگ"    |
| رژگونه روشن            |     | #DE98B2 | ۲۲۲ | ۱۵۲ | ۱۷۸ | ۳۳۸ درجه | ۵۱٪   | ۷۳٪ | فهرست رنگ Xona.com (رژ گونه روشن)      |
| رژ روشن                |     | #D58EB5 | ۲۱۳ | ۱۴۲ | ۱۸۱ | ۳۲۷ درجه | ۴۶٪   | ۷۰٪ | فهرست رنگ Xona.com (روژ روشن)          |
| رژگونه صورتی           |     | #FE828C | ۲۵۴ | ۱۳۰ | ۱۴۰ | ۳۵۵ درجه | ۹۸٪   | ۷۵٪ | فهرست رنگ Xona.com                     |
| رژگونه روشن            |     | #E47698 | ۲۲۸ | ۱۱۸ | ۱۵۲ | ۳۴۱ درجه | ۶۷٪   | ۶۸٪ | فهرست رنگ Xona.com (رنگ سرخ)           |
| بنفش سرخ کم‌رنگ         |     | #DB7093 | ۲۱۹ | ۱۱۲ | ۱۴۷ | ۳۴۰ درجه | ۶۰٪   | ۶۵٪ | رنگ وب بنفش سرخ کم‌رنگ                  |
| رژ گونه                |     | #DE5D83 | ۲۲۲ | ۹۳  | ۱۳۱ | ۳۴۲ درجه | ۶۶٪   | ۶۲٪ | کرایولا                                |
| رژگونه پررنگ           |     | #B44668 | ۱۸۰ | ۷۰  | ۱۰۴ | ۳۴۱ درجه | ۴۴٪   | ۴۹٪ | فهرست رنگ Xona.com                     |
| رژ گونه                |     | #A23B6C | ۱۶۲ | ۵۹  | ۱۰۸ | ۳۳۱ درجه | ۴۷٪   | ۴۳٪ | فهرست رنگ Xona.com                     |